# Clara Giveen

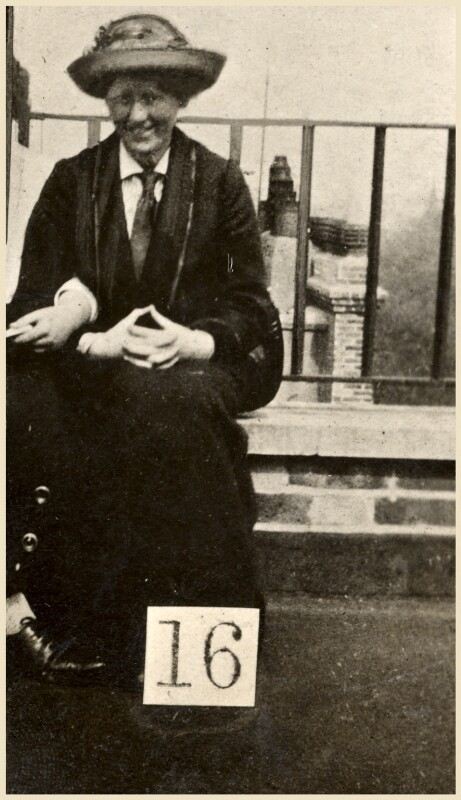
Clara Elizabeth Giveen, 1910er Jahre

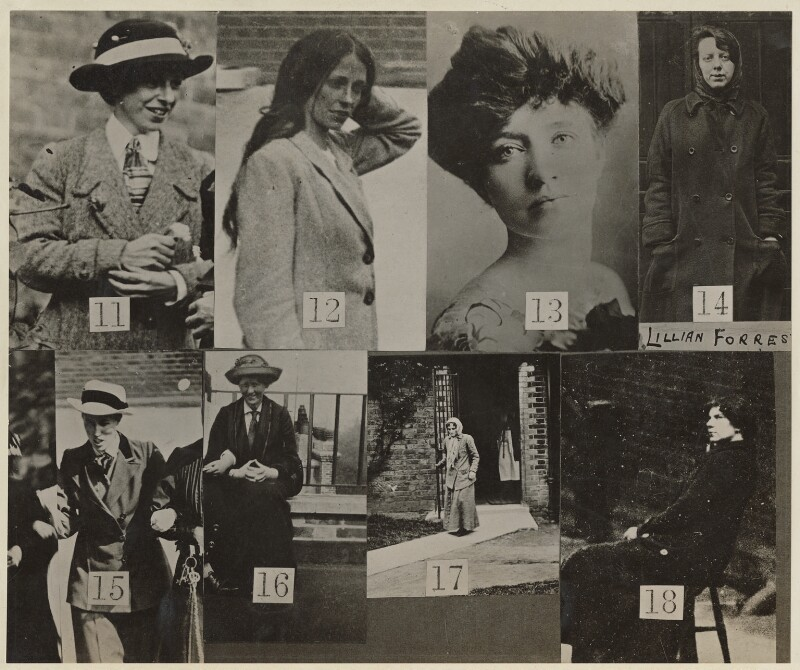
Erkennungsblatt mit zu überwachenden Suffragetten, 1914

Clara Elizabeth Giveen, auch bekannt als Betty Giveen und später Betty Brewster (* 22. Mai 1887 in Coleraine, County Londonderry, Nordirland; † 16. Mai 1967 in Peaslake, Surrey) war eine nordirisch-britische Suffragette und Brandstifterin.

## Leben
Giveen wurde 1887 in Nordirland geboren. Sie wurde radikalisiert, als sie die brutale Behandlung von Frauen durch die Polizei bei der Demonstration am sogenannten Schwarzen Freitag 1910 vor dem Palace of Westminster miterlebte und in Folge der Women’s Social and Political Union (WSPU) beitrat.
Am 21. November 1911 wurde sie verhaftet und für fünf Tage inhaftiert, weil sie Fenster in einem Büro des lokalen Regierungsrats eingeschlagen hatte. Am 1. März 1912 wurde sie zusammen mit Violet Aitken erneut verhaftet und für vier Monate inhaftiert, weil sie Fenster im Jay's Store in der Regent Street eingeschlagen hatte.
Am 8. Juni 1913 verübte sie zusammen mit der Schauspielerin und Aktivistin Kitty Marion einen Brandanschlag auf die Tribüne des Hurst Park Racecourse, der einen Schaden von 7.000 bis 12.000 Pfund verursachte. Dies geschah vier Tage nach dem Tod von Emily Davison auf der Rennbahn von Epsom Downs. Das Paar wurde am folgenden Tag verhaftet und anschließend zu drei Jahren Zwangsarbeit verurteilt. Wie viele inhaftierte Suffragetten verweigerte sie die Nahrung und wurde schließlich gemäß den Bestimmungen des Prisoners (Temporary Discharge for Ill Health) Act 1913 freigelassen. Sie entging danach wohl einer eigentlich gedachten, erneuten Verhaftung.
Im Gefängnis wurde Giveen fotografiert. Dieses Foto wurde mit anderen, teilweise heimlich aufgenommenen, zu einer Seite zusammengefügt, die Polizisten gezeigt werden konnte, um verdächtige Frauen zu identifizieren. Sie war die Nummer 16 auf einem Blatt, auf dem auch Mary Richardson (11), Lilian Lenton (12), Kitty Marion (13), Lillian Forrester (14), eine Miss Johansson (15), Sarah Jane Baines (17) und Miriam Pratt (18) abgebildet waren. Diese Erkennungsblätter wurden 1914 in Umlauf gebracht.
Giveen wurde wie andere von der WSPU mit der sogenannten „Hungerstreik-Medaille“ For Valour ausgezeichnet.
1914 heiratete sie Philip Brewster, den Bruder der Suffragette Bertha Brewster. Später war sie im Women's Institute in Peaslake aktiv. Sie starb 1967.